# Martin Gilbert (Historiker)

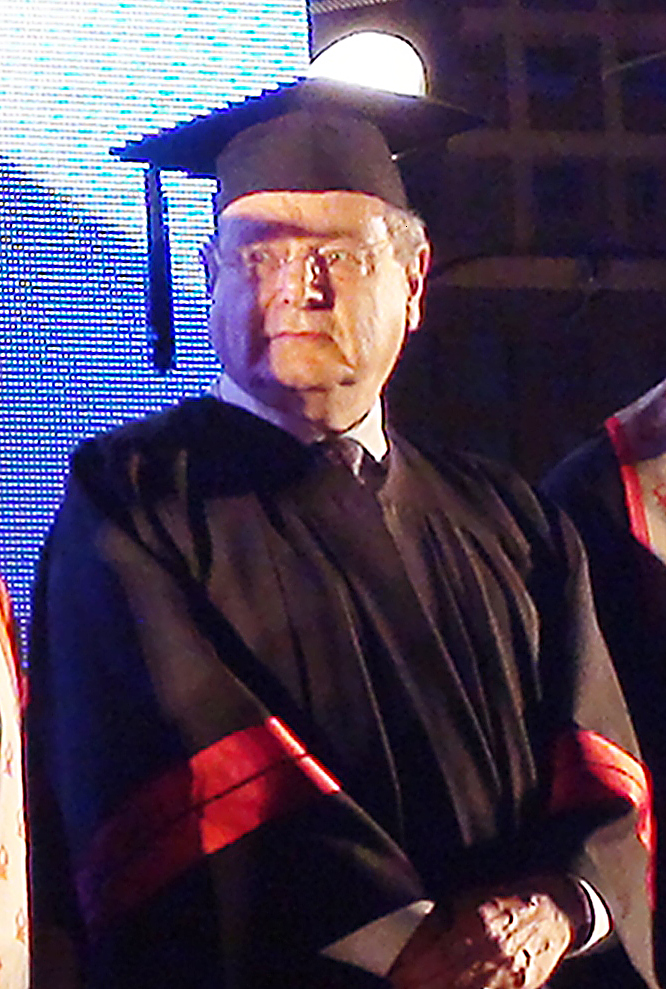
Martin Gilbert bei der Verleihung der Ehrendoktorwürde der Ben-Gurion-Universität, 30. Mai 2011

Sir Martin Gilbert CBE, PC (* 25. Oktober 1936 in London; † 3. Februar 2015 ebenda) war ein britischer Historiker. Gilbert wurde vor allem als Co-Autor der offiziellen Biografie des britischen Staatsmannes Sir Winston Churchill bekannt, die er nach dem Ableben von Churchills Sohn Randolph, der das Werk begonnen hatte, zu Ende führte.

## Leben und Arbeit
Gilbert wuchs in London und teilweise in Kanada auf. Nach dem Besuch der Highgate School studierte er Neueste Geschichte am Magdalen College der Universität Oxford, das er 1960 mit dem Bachelor abschloss.
Ende der 1960er Jahre übernahm Gilbert das von Randolph S. Churchill begonnene Mammutprojekt einer breit angelegten vielbändigen Monumentalbiografie seines Vaters Winston Churchill, die bis heute Gilberts bekanntestes Werk geblieben ist. Weitere Forschungsbereiche, in denen Gilbert sich hervorgetan hat, sind die Untersuchung des Holocaust sowie die Geschichte des Judentums in Osteuropa und in der arabisch-islamischen Welt bis in die Gegenwart. 
Sein 1982 erschienener und mit 314 Karten ausgestatteter Atlas of the Holocaust wurde noch im selben Jahr von Nikolaus Hansen für die von Freimut Duve herausgegebene Reihe rororo aktuell ins Deutsche übersetzt. Die Arbeit an diesem Atlas hatte Gilbert 1974 begonnen. Am 1982 erschienenen Dokumentarfilm Genocide war Gilbert als Autor beteiligt.
Seine Leistungen als Fachhistoriker brachten Gilbert unter anderem die Ehrungen ein, zum Honorary Fellow am Merton College (Fellow 1962) der Oxford University und 2002 zum Distinguished Fellow am Hillsdale College, Michigan, bestellt zu werden.
Im Juni 2009 wurde er als Mitglied einer Untersuchungskommission der britischen Regierung berufen, welche die Rolle des Landes im Irakkrieg überprüfen soll; Vorsitzender der Kommission war Sir John Chilcot.
Zuletzt lebte Gilbert, der in dritter Ehe mit der Schoa-Forscherin Esther Goldberg verheiratet und Vater zweier Söhne war, in London. Er starb nach langer Krankheit an Krebs und hinterließ drei erwachsene Kinder.

## Werke (Auswahl)
- Martin Gilbert mit Randolph S. Churchill: Winston S. Churchill. 8 Bände mit Begleitbänden. Butterworth, London 1966, 1988 (englischsprachige Biographie), ISBN 0-434-13017-6 (div. Ausgaben).
- Auschwitz und die Alliierten. Beck, München 1982, 1985, ISBN 3-406-08707-8.
- The Righteous. The Unsung Heroes of the Holocaust. Henry Holt & Company, 2003, ISBN 978-0-8050-6260-1 (Gerechte unter den Völkern, englisch, französisch, italienisch – nicht in deutsch).
- First World War: A Complete History. 2004, ISBN 978-0-8050-7617-2 (engl.).
- Sie waren die Boys. Die Geschichte von 732 jungen Holocaust-Überlebenden, Verlag für Berlin-Brandenburg, Berlin 2007, ISBN 978-3-86650-222-2 (Im Nachkriegsengland adoptierte Überlebende).
- In Ishmael’s House. A History of the Jews in Muslim Lands, Yale University Press, New Haven, CT 2010, ISBN 978-0-300-16715-3.
- A History of the Twentieth Century, zweibändig, ISBN 978-0-06-050594-3 (engl.).
- Routledge Atlas of Jewish History. ISBN 978-0-415-39966-1 (engl.).

## Ehrungen
- 2012 Dan-David-Preis
- 2003 Dr.-Leopold-Lucas-Preis (Universität Tübingen)
- 1999 Ehrendoktor (Literature, for the “totality of his published work”) der University of Oxford
- 1995 Knight Bachelor für “services to British history and international relations” (CBE, MA, DLitt, FRSL)